# Daisuke Miyakawa
Daisuke Miyakawa (født 6. oktober 1979) er en tidligere japansk fodboldspiller.
Han har spillet for flere forskellige klubber i sin karriere, herunder Cerezo Osaka, Thespa Kusatsu, Giravanz Kitakyushu og SC Sagamihara.